# Margaret Ewing
Margaret Anne Ewing, z domu McAdam (ur. 1 września 1945, zm. 21 marca 2006) – szkocka działaczka polityczna, deputowana do parlamentu Szkocji i brytyjskiej Izby Gmin.
Studiowała na University of Glasgow i University of Strathclyde, pracowała jako nauczycielka. Należała do Szkockiej Partii Narodowej. W lutym 1974 została po raz pierwszy wybrana do Izby Gmin, gdzie zasiadała do 1979. Po opuszczeniu parlamentu była dziennikarką. Ponownie znalazła się w parlamencie brytyjskim w 1987. W 1990 bez powodzenia ubiegała się o funkcję przywódcy Szkockiej Partii Narodowej; mimo poparcia kilku wpływowych polityków partyjnych, m.in. Jima Sillarsa, uległa w wyborach Alexowi Salmondowi.
W 1999 zdobyła mandat w pierwszych wyborach do parlamentu szkockiego, została również wybrana w 2003. 
Zmarła w wieku 60 lat na raka piersi. Była dwukrotnie zamężna (z Donaldem Bainem i Fergusem Ewingiem). Drugi mąż również działa w Szkockiej Partii Narodowej, pełni mandat w szkockim parlamencie; jest synem Winnie Ewing, deputowanej z ramienia szkockich nacjonalistów do Izby Gmin, parlamentu Szkocji i Parlamentu Europejskiego.